# Léo Lacroix
Léo Lacroix (ur. 26 listopada 1937 w Bois-d’Amont) – francuski narciarz alpejski, wicemistrz olimpijski i trzykrotny medalista mistrzostw świata.

## Kariera
Pierwszy międzynarodowy sukces w karierze Léo Lacroix osiągnął w 1964 roku, kiedy podczas igrzysk olimpijskich w Innsbrucku zdobył srebrny medal w biegu zjazdowym. W zawodach tych rozdzielił na podium Austriaka Egona Zimmermanna oraz Wolfganga Bartelsa ze Wspólnej Reprezentacja Niemiec. Na tych samych igrzyskach startował także w gigancie, kończąc rywalizację na jedenastej pozycji. W tym samym roku zajął także drugie miejsce w slalomie oraz kombinacji alpejskiej podczas zawodów Arlberg-Kandahar w Garmisch-Partenkirchen. Na rozgrywanych dwa lata później mistrzostwach świata w Portillo zdobył dwa srebrne medale. Najpierw był drugi w zjeździe, rozdzielając swego rodaka, Jeana-Claude’a Killy'ego i Franza Voglera z RFN, a siedem dni później był drugi w kombinacji, plasując się za Killym, a przed Ludwigiem Leitnerem z RFN. Do zwycięstwa w biegu zjazdowym zabrakło mu 0,40 sekundy.
Debiut w zawodach Pucharu Świata zanotował 6 stycznia 1967 roku w Berchtesgaden, zajmując drugie miejsce w slalomie. Tym samym już w swoim debiucie zdobył pierwsze pucharowe punkty i stanął na podium. Były to równocześnie pierwsze w historii zawody tego cyklu w gigancie. W pozostałych zawodach sezonu 1966/1967 jeszcze dwukrotnie stawał na podium, jednak nie odniósł zwycięstwa: 14 stycznia w Wengen był drugi w zjeździe, a 5 lutego 1967 roku w Madonna di Campiglio był trzeci w slalomie. W klasyfikacji generalnej był ostatecznie czwarty, podobnie jak w klasyfikacji giganta, a w klasyfikacji zjazdu zajął siódme miejsce. Brał także udział w igrzysk olimpijskich w Grenoble w 1968 roku, gdzie w swoim jedynym starcie, biegu zjazdowym, zajął 20. miejsce. Czterokrotne zdobywał mistrzostwo Francji: w slalomie w latach 1955, 1960 i 1963 oraz w zjeździe w 1963 roku.
Podczas ceremonii otwarcia igrzysk w Grenoble Lacroix składał ślubowanie olimpijskie. Był dyrektorem ośrodka narciarskiego w Les Ménuires. W 2012 roku został odznaczony Legią Honorową.

## Osiągnięcia

### Igrzyska olimpijskie
| Miejsce | Dzień       | Rok  | Miejscowość | Konkurencja | Czas biegu | Strata | Zwycięzca         |
| ------- | ----------- | ---- | ----------- | ----------- | ---------- | ------ | ----------------- |
| 2.      | 31 stycznia | 1964 | Innsbruck   | Zjazd       | 2:18,16    | +0,74  | Egon Zimmermann   |
| 11.     | 2 lutego    | 1964 | Innsbruck   | Gigant      | 1:46,71    | +4,55  | François Bonlieu  |
| 13.     | 9 lutego    | 1968 | Grenoble    | Zjazd       | 1:59,85    | +4,01  | Jean-Claude Killy |

### Mistrzostwa świata
| Miejsce | Dzień       | Rok  | Miejscowość | Konkurencja | Czas biegu | Strata     | Zwycięzca         |
| ------- | ----------- | ---- | ----------- | ----------- | ---------- | ---------- | ----------------- |
| 7.      | 15 lutego   | 1962 | Chamonix    | Gigant      | 1:38,97    | +1,69      | Egon Zimmermann   |
| 11.     | 18 lutego   | 1962 | Chamonix    | Zjazd       | 2:24,33    | +4,32      | Jean-Claude Killy |
| 2.      | 31 stycznia | 1964 | Innsbruck   | Zjazd       | 2:18,16    | +0,74      | Egon Zimmermann   |
| 11.     | 2 lutego    | 1964 | Innsbruck   | Gigant      | 1:46,71    | +4,55      | François Bonlieu  |
| 2.      | 7 sierpnia  | 1966 | Portillo    | Zjazd       | 1:34,40    | +0,40      | Jean-Claude Killy |
| 9.      | 10 sierpnia | 1966 | Portillo    | Gigant      | 3:19,42    | +4,97      | Guy Périllat      |
| 18.     | 14 sierpnia | 1966 | Portillo    | Slalom      | 1:41,56    | +4,70      | Carlo Senoner     |
| 2.      | 14 sierpnia | 1966 | Portillo    | Kombinacja  | 20,92 pkt  | +21,21 pkt | Jean-Claude Killy |
| 13.     | 9 lutego    | 1968 | Grenoble    | Zjazd       | 1:59,85    | +4,01      | Jean-Claude Killy |

### Puchar Świata

#### Miejsca w klasyfikacji generalnej
- sezon 1966/1967: 4.

#### Miejsca na podium
1. Berchtesgaden – 6 stycznia 1967 (gigant) – 2. miejsce
2. Wengen – 14 stycznia 1967 (zjazd) – 2. miejsce
3. Madonna di Campiglio – 5 lutego 1967 (slalom) – 3. miejsce